# Дроссельная шайба
Дроссельная шайба или «дроссельная диафрагма» или «расходомерная диафрагма» (англ. throttling orifice) — дросселирующее устройство, которое представляет собой диск с отверстием, вставляемый в трубу для местного увеличения гидравлического сопротивления потоку жидкости, пара или газа. Применяется в паровых котлах, теплообменниках и др. аппаратах для выравнивания расхода по параллельно включённым трубам, а также для устранения пульсаций давления в трубопроводных системах поршневых компрессоров и насосов и т. д. При специальной обработке кромки может использоваться как измерительная диафрагма.